# War Tour
Tournées par U2
October Tour 
(1981-82) The Unforgettable Fire Tour (1983-84)
Le War Tour est une tournée de concerts du groupe de rock irlandais U2 qui a eu lieu en 1982 et 1983 en soutien au troisième album du groupe War, sorti le 28 février 1983.

## Description
Le War Tour a eu lieu en Europe de l'Ouest, aux États-Unis, au Canada et au Japon du 1er décembre 1982 au 30 novembre 1983. Les chansons de l'album War qui ont été les plus jouées dans cette tournée mondiale sont Sunday Bloody Sunday, Seconds, New Year's Day, Two Hearts Beat as One, Surrender et 40. Les autres morceaux interprétés proviennent essentiellement des albums Boy et October.
Les sites des spectacles sont principalement des salles, mais quelques arènes ont été introduites au cours de la tournée. Le concert le plus mémorable est celui à Red Rocks dans le Colorado le 5 juin 1983 où, malgré des pluies torrentielles, le groupe a réussi une de ses meilleures prestations live de toute sa carrière. Les performances de U2 ont été très bien accueillies tant par la critique que par le public, en particulier aux États-Unis où U2 a percé pour devenir un groupe majeur. Le moment célèbre où Bono agite un drapeau blanc pendant la chanson Sunday Bloody Sunday est devenu une image emblématique de la première partie de carrière de U2. C'est la première tournée du groupe en tant que tête d'affiche à plein temps et aussi leur première à être rentable. L'album live Under a Blood Red Sky paru en novembre 1983 est issu de plusieurs performances de cette tournée.